# Pietro Bartolo
Pietro Bartolo, né le 10 février 1956 à Lampedusa e Linosa, est un homme politique italien, membre du Parlement européen de 2019 à 2024.